# Allison Baver
Allison Baver (n. 11 august 1980, Reading⁠(d), Pennsylvania, SUA) este o sportivă ce a reprezentat Statele Unite ale Americii, medaliată olimpică. A participat la 3 ediții ale Jocurilor Olimpice (2002, 2006, 2010) în care a câștigat o medalie de bronz.